# Димитър Манасиев
Димитър Попниколов Манасиев е български учител и революционер, деец на Вътрешната македоно-одринска революционна организация.

## Биография
Димитър Манасиев е роден в 1878 година във велешкото село Крайници в семейството на поп Никола Манасиев и Гуга Попниколова. Работи като български учител от 1896 година до 1902 година. Същевременно влиза във ВМОРО и още от покръстването си в 1896 година до 1906 година е местен ръководител на организацията. Участва в Битката на Ножот на 14 юли 1907 година. Арестуван е от властите и осъден на 5 години затвор. На следната 1908 година, след Младотурската революция, е освободен. Продължава с революционната си дейност и след като Вардардска Македония попада в Сърбия и подпомага дейността на Трайче Чундев, когото укрива. Заради това е преследван от властите.
На 19 февруари 1943 година, като жител на Скопие, подава молба за българска народна пенсия, която е одобрена и пенсията е отпусната от Министерския съвет на Царство България.